# Lamottemys okuensis
Lamottemys okuensis är en råtta som beskrevs av Francis Petter 1986. Lamottemys okuensis är ensam i släktet Lamottemys som ingår i familjen råttdjur. IUCN kategoriserar arten globalt som starkt hotad. Inga underarter finns listade i Catalogue of Life. Arten är nära släkt med andra råttdjur från Afrika och listas av Wilson & Reeder (2005) i Oenomys-gruppen inom underfamiljen Murinae.
Denna gnagare lever endemisk i en liten region i västra Kamerun kring berget Oku mellan 2100 och 2900 meter över havet. Fram till 2008 hittades bara fyra individer. Området är täckt av regnskog.
De kända individerna var 11 till 14 cm långa (huvud och bål), hade en nästan lika lång svans och vägde mellan 43 och 69 g. Pälsen har på ovansidan en brun färg och undersidan är ljusare. Svansen är bara glest täckt med hår och bär dessutom fjäll. Lillfingret har en nagel och de andra tårna klor. I de övre framtänderna finns en ränna. Den mjuka pälsen på ovansidan saknar en mörk längsgående strimma på ryggens topp. De flesta håren på ovansidan är gråa nära roten, gulbruna i mitten och svarta vid spetsen. Dessutom är några helt svarta hår inblandade. Det förekommer ingen tydlig gräns mellan ovansidans päls och den grågula undersidan. De mörka öronen bär några fina bruna eller svarta hår.
En upphittad hona var dräktig med en unge. På grund av djurets anatomi antas att det främst vistas på marken och att det har växter som föda. Inget mer är känt angående levnadssättet.